# M31 (spårvagn)
M31 är en ledspårvagn med sex axlar som används av Göteborgs Spårvägar.  ASEA och ABB tillverkade den. Ursprungligen rullade vagnen under typbeteckningen M21. Efter att den fick en ny mittdel med låggolv, som byttes ut under åren runt millennieskiftet, fick den namnet  M31.
Den nya mittdelen med låggolv är tillverkad av det tyska företaget MGB. Vagnen har fortfarande sex axlar, men mittdelen rullar på fyra hjul.
I december 2002 gjordes den sista M21-vagnen, nummer 279, om i Tyskland för att bli en M31. Den kom tillbaka i februari 2003 som vagn 379. Mellan 2008 och 2017 byttes styrsystemet ut av företagen Ekova Electric och Cegelec i Ostrava, Tjeckien. År 2020 skickades fler vagnar till Tjeckien för renovering och uppfräschning.
Under sommaren 2024 meddelade Västtrafik att alla M31-vagnar, förutom en som tagits ur trafik efter en olycka, ska renoveras och uppdateras för att bli mer lika den nyare M33-modellen. Arbetet väntas pågå till 2028. Efter renoveringen kan M31B-vagnarna användas i ytterligare 15 till 20 år.

## Före detta M21
Vagnen är en ledvagn bestående av tre vagnsdelar som är förbundna med övergångsbälgar. Främre och bakre boggin är utrustade med motorer. Mellandelen, som är byggd av den tyska firman MGB, Mittenwalder Gerätebau GmbH, har två hjulaxlar av en speciell typ och låggolv för att underlätta för rörelsehindrade personer och för att lättare kunna lasta barnvagnar. Passagerarkapaciteten är 83 sittande och 119 stående passagerare.
Den första vagnsdelen kallas för A-delen, den bakre delen kallas för B-delen och mellandelen kallas för C-delen. En komplett vagn består alltså av delarna A, C och B. Vagnsdelarna är fast ihopkopplade och kan inte kopplas isär. Mittendelen (C-delen) vilar på totalt 4 löphjul, A-delen och B-delen har var sin motorboggi, men har sina respektive fram- och bakändar upphängda i C-delen. Dörrtyperna skiljer sig också åt då vagnsdelarna A och B har vikdörrar medan C har bladdörrar. I vagnsändarna finns det numera ett albertkoppel invikt under en glasfiberarmerad plastkåpa. Detta för att tillfälligt kunna koppla ihop vagnar för bogsering.
Tidigare hade vagnen scharfenbergkoppel och multipelkörningsmöjlighet, detta togs bort vid ombyggnaden till M31. Man har dock inget behov av detta längre eftersom det då skulle bli alldeles för långa tåg (61 meter). Många linjer hade hållplatser anpassade för 45 meter långa tåg, vilket man fick med två M21 eller tre äldre vagnar. Hållplatserna har ofta byggts om till att passa högst 30 meter långa tåg, i samband med höjningar av plattformen som skett för att underlätta för handikappade.

## Först ombyggd
Vagn 216 blev påkörd av Ringliniens MB01 vagn 208 i lövhalkan i backen ned mot Sannaplan. När vagnen var reparerad togs beslutet att den skulle bli den första att byggas om. Stolar och annan inredning monterades inte in utan vagnen skickades till Tyskland utan inredning, och blev då också den första vagnen att bli ombyggd och var åter tillbaka i Göteborg i september/oktober 1998. Vagnen var först i prototyputförande men återställdes sedan till serieutförande. Varje vagn var borta i ungefär två månader och det tog två-tre veckor efteråt innan innan vagnen blev klar för trafik. En vagn skickades iväg var tredje vecka. Etapp 1 godkändes först och 20 vagnar skulle byggas om. Den 16 december 1999 togs beslut om etapp 2, november 2000 för etapp 3 och sedan etapp 4, och därmed blev samtliga M21 ombyggda till M31. Vagn 325 blev den första med att förses med front- och akterskydd samt infällbart koppel av "Albertmodell". Vagn 316 sattes i trafik på linje 3 den 8 februari 1999. Linje 3 gick ett tag endast med M31 och nästan alla omlopp på linje 1 men spreds sedan ut på flera andra linjer efter det att sträckan Wavrinskys plats–Dr. Sydows Gata blivit godkänd för M31. Linjerna 6, 7 och nattlinje 106 till Bergsjön fick inte M31 förrän ett tag senare.

## 81 exemplar
Det finns 80 M31-vagnar. Det byggdes dock 81 M21-vagnar, men vagn 206 krockade med vagn 203 i Hjällbo 1989. Både 206:ans A-del och 203:ans B-del fick skrotas medan 206:ans B-del sattes ihop med 203:ans A-del och fick nummer 203. Detta hände under tiden leveranserna pågick och ytterligare en vagn (nya 206) lades till den redan pågående beställningen. När sen samtliga M21 byggdes om till M31 fick vagnarna sina riktiga löpnummer. Mer om detta under "Avvikande numrering" nedan.

## Avvikande numrering
Vagnarna har nummerserie 300–305 och 307-380 (306 saknas). 
Anledningen till att 306 saknas är att efter kollisionen i Hjällbo 1989, mellan M21 203 och 206, skrotades 206A och 203B. 206B och 203A blev sedan 203.
Man ville inte ha en lucka i nummerserien varför man beslöt att den 61:a vagnen som levererades mellan 259 och 261 fick vagnnummer 206 i stället. Det blev då en ny lucka och varför 260 levererades efter 279. Detta skapade problem eftersom nya 206 inte tillhörde samma serie som till exempel 204 och 205. Genom detta har då nya 206 fått sitt riktiga löpnummer, dvs 360, och likaså med 260 som fick 380 när de byggdes om till M31. Detta gör det också lättare och hålla reda på eftersom M21 levererades i tre serier plus prototypen 200 som sedan blev nollställd (ombyggd till serieutförande).
Anmärkningsvärt är också att prototypvagnen numrerades 200 (300) och inte omnumrerades till 201 (301) vilket man i vanliga fall gör.

## Avvikande vagnar
| Vagn 316, 362 (vänstra bilden) och 363 har tidigare haft annorlunda strålkastararrangemang än övriga M31:or som till exempel 309 (högra bilden). Vagnarna är numera återställda igen efter revision i Tjeckien. |  | Vagn 316, 362 (vänstra bilden) och 363 har tidigare haft annorlunda strålkastararrangemang än övriga M31:or som till exempel 309 (högra bilden). Vagnarna är numera återställda igen efter revision i Tjeckien. |
| Vagn 316, 362 (vänstra bilden) och 363 har tidigare haft annorlunda strålkastararrangemang än övriga M31:or som till exempel 309 (högra bilden). Vagnarna är numera återställda igen efter revision i Tjeckien. |  | |

Vagn 316, 362 och 363 har tidigare haft ett annat strålkastararrangemang i fronten. I stället för de centralt placerade dubbelstrålkastarna har dessa vagnar fått två mindre halogenstrålkastare placerade långt utåt sidorna på fronten, och en större helljusstrålkastare i mitten. Meningen var också att dessa vagnar skulle få en toppstrålkastare på vagnens tak, men den monterades aldrig. Dessa tre vagnar är nu återställda igen efter revision och uppdatering av styrelektronik i Ostrava, Tjeckien. Sista vagnen som hade detta var vagn 316 (som skickades ner till Tjeckien i november 2014). Dessa vagnar hade denna front på prov redan som M21 där vagn 216 var först. Liknande arrangemang fick samtliga M28 och M29-vagnar under mitten av 1990-talet.
Även vagn 300 skiljer sig invändigt litet på vissa detaljer från övriga vagnar, detta då den levererades som prototyp i M21-utförandet. Detta byggdes inte bort i samband med ombyggnaden till M31 och inte heller när vagnen var i Tjeckien sommaren 2014. Den har bland annat avvikande element hos passagerarna och även vissa invändiga detaljer är annorlunda utformade än på övriga vagnar, exempelvis reklamhållarna ovanför fönstren.

## Smidigare sätt för påfyllning av bromssand
Vagn 303 och 376 blev provvagnar för denna typ av test 2005. Tanken var att det skulle bli smidigare att fylla på bromssand, därför placerades små luckor på båda sidor av A-delen och B-delen där sandboxarna satt placerade på insidan. Projektet slopades dock sedan och inga fler M31 fick detta. Dessa två vagnar återställdes sedan efter att de nästan samtidigt skickats ner under januari 2014 till Ostrava i Tjeckien för revision och byte av styrelektronik.

## Nya bak-, broms- och backljus
Vagn 323 blev provvagn för att få backljus i samband med reparationen och byte av styrelektronik efter olyckan vid Beväringsgatan den 8 september 2011. När vagnen åter gick i trafik igen från och med mars 2012 provades detta och visade sig sedan lyckat. Arbetet med att göra detta på övriga M31 inleddes vintern 2014. Arbetet gjordes i huvudsak nattetid. Under våren 2015 hade samtliga M31 fått nya bak, broms- och backljus i form av LED.

## Ny informationsdisplay
Under våren 2016 startades installationen av en ny informationsdisplay i C-delen där även beräknad tid anges till nästkommande hållplats och därefter. Samtliga M31-vagnar har nu detta sedan sommaren 2016. Vagn 346 var först ut på prov.

## Nya skyltar
De ursprungliga skyltarna som bestod av rullband för linjenummer och fullmatris för destination hade blivit till åren komna och behövde bytas ut eftersom reservdelar saknades. Detta sedan företaget som tillverkade dessa gick i konkurs 2020. Meningen var att de nya skyltarna skulle ha installerats redan under första halvan av 2022 men på grund av att upphandlingen överklagades och fick göras om så dröjde det ytterligare ett år. Under hösten 2022 tecknade Göteborgs Spårvägar ett avtal med Vinga Bus Partner som installerade nya diodmatrisskyltar under den första halvan av 2023.

## Namngivna
- 300	Assar Gabrielsson (Företagsledare, initiativtagare och grundare till Volvo och Volvo Lastvagnar)
- 301	Beda Hallberg (Initiativtagare till försäljning av majblomman)
- 302	"Svarte Filip Johansson" (Fotbollsspelare)
- 303	"Fölet" (Fotbollsspelare, hette egentligen Bengt Ryno Berndtsson)
- 304	Laila Westersund (Sångare, skådespelare och revyartist)
- 305	S. A.  Hedlund (Affärsman, donator etc)
- 307    Karl Gerhard (Revyartist, sångare, låtskrivare etc)
- 308	Bengt Anderberg (Författare och översättare)
- 309	J. Sigfrid Edström (Industriman, direktör på Göteborgs Spårvägar, ordförande i Internationella Olympiska kommittén, etc)
- 310    Poseidon (Nudist, havsgud, Carl Millesstaty, stående på Götaplatsen)
- 311	Ossborn (Göteborgs arketyp, fiktiv person inom göteborgshumorn)
- 312	Britt-Marie Mattsson (Journalist och författare)
- 313	Ronnie Hartley (Musiker)
- 314    Sonya Hedenbratt (Jazzsångerska, skådespelerska och revyartist)
- 315	Sören Eriksson
- 316    Eric Lemming (Vann bland annat tre OS-guld i spjut. Fotbollsplan döpt efter honom, Lemmingvallen i Utby)
- 317	H-E von Norman (Artilleriofficer och Trädgårdsföreningens upphovsman)
- 318    Bebben (Fotbollsspelare, hette egentligen Bertil Johansson)
- 319	Ferdinand Lundquist (grundare och ägare av anrikt varuhus på Östra Hamngatan som nuvarande är NK)
- 320	Hagge Geigert (Författare, journalist och programledare etc. Hans son Joakim Geigert jobbar också inom TV-branschen)
- 321	Ann-Ida Broström (Donator, gift med Dan Broström)
- 322    Beda (Göteborgs arketyp, fiktiv person inom Göteborgshumorn)
- 323	Ulrika Knape (Svensk simhoppare och simhoppstränare)
- 324	Niclas Sahlgren (Kommerseråd etc. Donerade en del av sin förmögenhet som lade grunden för Sahlgrenska Sjukhuset)
- 325	Farbror Becq (Pseudonym för Bror Cederquist, skrev ofta i "Verldens gang", en avdelning i Göteborgs-Posten)
- 326	Gunilla Gårdfeldt (Sångerska och skådespelerska)
- 327	Sophus Petersen (Kock, restaurangägare)
- 328	Viktor Rydberg (Författare, journalist och kulturhistoriker etc)
- 329	Kurt Olsson (Fiktiv person skapad och spelad av Lasse Brandeby, första framträdandet var 1979)
- 330    Victor von Gegerfelt (Stadsarkitekt och författare)
- 331	Uno "Myggan" Ericson (Journalist, författare, teaterman och nöjeshistoriker)
- 332	Johanna (efter statyn "Johanna i Brunnsparken", som egentligen heter Såningskvinnan)
- 333 Brita Borg (Sångerska och skådespelare)
- 334	Harry Hjörne (Före detta chefredaktör för Göteborgs-Posten, far till Lars Hjörne)
- 340	Lovisa Simson (Teaterdirektör etc)
- 341	Dalida Dahlqvist (Lärare)
- 342	Viveca Lärn (Författare och dotter till Hubert Lärn)
- 345	Andesson & Läling (Göteborgs arketyper, fiktiva personer i Göteborgshumorn skapade av Sture Hegerfors)
- 347	Torsten Henrikson (Politiker)
- 352	Sture Allén (Språkvetare, professor i språkvetenskaplig databehandling och ledamot i Svenska Akademien etc)
- 354	Ingemar Håvik (Författare)
- 357	Endre Nemes (Konstnär)
- 358	Sun Axelsson (Författare och översättare)
- 359	Sten-Åke Cederhök (Skådespelare, komiker och revyartist. Medverkade i Albert & Herbert etc)
- 360	Pompelina (Känd kokerska från Göteborg. Hennes namn symboliserar därmed alla andra kokerskor från den tiden. Ingen vet dock detta säkert än idag trots efterforskningar)
- 367	Ernst Fontell (Jurist och polismästare)
- 368	Åke Abrahamsson (Var under många år verksam i det dåvarande Göteborgshem)
- 369	Alexander Keiller (Industri- och affärsman)
- 370	Tomas von Brömssen (Skådespelare, komiker och revyartist. Medverkade i Albert & Herbert etc)
- 372	Per Nyström (Landshövding, politiker etc)
- 374       Albert Ehrensvärd (Politiker)
- 375       Dickson-familjen (Känd göteborgsfamilj, främst affärsmän inom sågverk, handel och rederi etc)
- 376	Ada (Göteborgs arketyp, fiktiv person inom göteborgshumorn)
- 377	Jenny Lind (Sångerska)
- 379    Göteborgskoloristerna (En beteckning för en grupp konstnärer som gick på Valands målarskola under 1920-talet) Avställd efter urspårning och efterföljande krock med en kebaberia i juni 2025.
- 380	Elfrida Andrée (Domkyrkoorganist, dirigent och tonsättare etc)

## Styrning med tyristorer
M21 var den första vagntypen hos GS som hade elektronisk strömreglering med tyristorer (tidigare hade man endast testat tyristorstyrning på en ordinarie trafikvagn). Föraren kör och bromsar vagnen med en styrspak, i vilken även ett säkerhetsgrepp finns. Styrelektroniken återmatar dynamisk bromsenergi via kontaktledningen till nätet. Normalt ligger den nominella linjespänningen på 750 volt, men vid återmatning kan det lokalt bli spänningar på uppemot 1100 volt. Detta är mindre populärt hos förarna som kör de gamla museivagnarna, då dessa vagnar ökar farten när det finns en bromsande M31 på samma ledningssektion.
Nu är denna elektronik devis föråldrad och det saknas reservdelar, varför man har köpt in ny elektronik från annat håll. 

## Provvagnar med ny styrelektronik
Redan 1999 pratades det om att ordna ny styrelektronik eftersom den snabbt blev föråldrad men detta rann ut i sanden.
Under 2008 skickade man ner vagn 342 till Cegelec Praha och Ekova Electric i Ostrava, Tjeckien för att prova ny styrelektronik. Senare skickades även 304, 307, 343 och 349 ner. Denna styrelektronik som på spårvägsterminologi kallas för "chopper" visade sig lyckad. Anledningen till att man bytte elektroniken är att reservdelar saknades och styrdatorn var föråldrad. Detta innebar att vagnarna fick IGBT-transistorstyrning i stället för tyristorstyrning som vagnarna hade innan.

## Renovering och modernisering med ny styrelektronik
Under 2011 påbörjades arbetet med att skicka ner övriga 75 vagnar eftersom samtliga M31 skulle moderniseras. Även de fem första vagnarna 304, 307, 342, 343 och 349 skickades ner igen och renoverades av firman Cegelec Praha och Ekova Electric i Ostrava, Tjeckien. Vagn 334 blev den sista vagnen att skickas ner i december 2016. Även denna nya styrelektronik återmatar energi till nätet, men på ett annorlunda sätt än tidigare, så det blir mindre märkbart i museivagnarna. Vagnarna får samtidigt en renovering och ny lack. Första vagnen var 341 att skickas ner för modernisering och renovering under början av 2011. Natten till den 9 mars 2017 kl. 01.30 kom vagn 334 tillbaka till Göteborg och Vagnhallen Rantorget, som då blev den sista att moderniseras. Vagn 334 sattes i trafik igen under sista veckan i april 2017.

## Lista för samtliga M31-vagnar som skickades till Tjeckien för revision
- Nummer 1 - Vagn 342 (Första 2008 & åter 2012)

- Nummer 2 - Vagn 307 (Åter 2013)

- Nummer 3 - Vagn 349 (Åter 2012)

- Nummer 4 - Vagn 343 (Åter 2013/2014)

- Nummer 5 - Vagn 304 (Åter 2012/2013)

Första fem vagnarna var först ombyggda på prov och skickades ner igen för revision vid ett senare tillfälle.
- Nummer 6 - Vagn 341 (Första vagn för revision)

- Nummer 7 - Vagn 372

- Nummer 8 - Vagn 367

- Nummer 9 - Vagn 323 (Även reparerad)

- Nummer 10 - Vagn 319 (Totalhaveri)

- Nummer 11 - Vagn 359

- Nummer 12 - Vagn 345

- Nummer 13 - Vagn 326 (Mindre brand på taket)

- Nummer 14 - Vagn 305

- Nummer 15 - Vagn 375

- Nummer 16 - Vagn 357

- Nummer 17 - Vagn 311

- Nummer 18 - Vagn 321 (Som övningsvagn först)

- Nummer 19 - Vagn 360

- Nummer 20 - Vagn 351

- Nummer 21 - Vagn 308

- Nummer 22 - Vagn 310

- Nummer 23 - Vagn 358

- Nummer 24 - Vagn 313

- Nummer 25 - Vagn 370

- Nummer 26 - Vagn 302

- Nummer 27 - Vagn 353

- Nummer 28 - Vagn 338

- Nummer 29 - Vagn 335

- Nummer 30 - Vagn 318

- Nummer 31 - Vagn 377

- Nummer 32 - Vagn 362 (Strålkastare återställda)

- Nummer 33 - Vagn 380

- Nummer 34 - Vagn 366

- Nummer 35 - Vagn 329 (Omfattande urspårning)

- Nummer 36 - Vagn 355

- Nummer 37 - Vagn 364

- Nummer 38 - Vagn 376

- Nummer 39 - Vagn 303

- Nummer 40 - Vagn 327

- Nummer 41 - Vagn 300

- Nummer 42 - Vagn 378

- Nummer 43 - Vagn 332

- Nummer 44 - Vagn 369

- Nummer 45 - Vagn 340

- Nummer 46 - Vagn 373

- Nummer 47 - Vagn 363 (Strålkastare återställda)

- Nummer 48 - Vagn 314

- Nummer 49 - Vagn 320

- Nummer 50 - Vagn 316 (Strålkastare återställda)

- Nummer 51 - Vagn 330

- Nummer 52 - Vagn 365

- Nummer 53 - Vagn 347

- Nummer 54 - Vagn 344

- Nummer 55 - Vagn 331

- Nummer 56 - Vagn 350

- Nummer 57 - Vagn 315

- Nummer 58 - Vagn 346

- Nummer 59 - Vagn 374

- Nummer 60 - Vagn 336

- Nummer 61 - Vagn 368

- Nummer 62 - Vagn 301

- Nummer 63 - Vagn 325

- Nummer 64 - Vagn 333

- Nummer 65 - Vagn 328

- Nummer 66 - Vagn 348

- Nummer 67 - Vagn 324

- Nummer 68 - Vagn 312

- Nummer 69 - Vagn 337

- Nummer 70 - Vagn 309

- Nummer 71 - Vagn 339

- Nummer 72 - Vagn 352

- Nummer 73 - Vagn 354

- Nummer 74 - Vagn 356

- Nummer 75 - Vagn 322 (Som övningsvagn först)

- Nummer 76 - Vagn 371

- Nummer 77 - Vagn 317

- Nummer 78 - Vagn 361

- Nummer 79 - Vagn 379

- Nummer 80 - Vagn 334

## Modernisering i Tjeckien, 2022–2028
Då M31 började bli alltmer slitna beslutades under 2020 att ännu en renovering av M31 skulle upphandlas som kom att kallas M31B.

## Fall i vagn
| Högra stolsraden i första delen av vagnen riktad mot fönstret. |  | Trapporna inne i vagnen var inredda med lysdioder så man inte skulle snubbla när man gick ombord då det var mörkt ute. |
| Högra stolsraden i första delen av vagnen riktad mot fönstret. |  | Trapporna inne i vagnen var inredda med lysdioder så man inte skulle snubbla när man gick ombord då det var mörkt ute. |

Vagn 310 var under en period 2006–2007 provombyggd i A-delen i ett samarbete med Chalmers, för att avhjälpa fall i vagn. Högra stolsraden i första delen av vagnen var riktad mot fönstret och en säkerhetsbox där man tog ett steg åt sidan och säkert kunde luta sig när man betalade fanns i olika delar av vagnen och skulle underlätta för resenärerna. Även trapporna inne i vagnen var inredda med lysdioder så man inte skulle snubbla när man gick ombord då det var mörkt ute. Vagnen blev sedan återställd till sitt ursprungliga skick.

## Olyckor (urval)
- Den 9 januari 2003 frontalkrockade vagnarna 312 och 352 och fick mycket omfattande skador som tog ett år att reparera. 40 personer skadades och den ena föraren klämdes fast.

- Den 12 juli 2003 körde vagn 341 in i en buss bakifrån på Göta Älvbron. Vagnen fick fronten intryckt och bussens motor skadades.

- Den 3 oktober 2006 körde vagn 341 in i vagn 340 bakifrån. Det tog några månader att reparera spårvagnarna. 17 personer skadades, däribland föraren av vagn 341.

- Den 11 maj 2008 totaldemolerades höger fram på vagn 302 efter att den kolliderat med en buss. Inga personer skadades i olyckan. Båda fordonen fick tas in för reparation. Den kunde trafiksättas åter några månader senare.

- Den 17 oktober 2008 kolliderade vagn 303 med en buss och fick en intryckning höger fram som tog några månader att laga. Just när den kommit tillbaks i trafik krockade den med en denOudsten-buss och fick tas ur trafik ett par månader igen för reparation.

- Den 27 april 2009 krockade vagn 313 med M29 819 i Brunnsparken. Båda vagnarna spårade ur och var inne ett par månader för reparation av plåtskador som uppstått vid olyckan. Inga personer skadades.

- Den 8 september 2011 blev vagn 323 påkörd bakifrån av M29 810 som var ihopkopplad med M28 727. Bakpartiet fick stora skador och vagnen reparerades i Tjeckien samtidigt som vagnen fick ny styrelektronik och går åter i trafik sedan våren 2012.

- Den 12 maj 2012 kolliderade vagn 327 med en buss vid Drottningtorget. Inga större skador uppstod.

- Den 22 maj 2012 kolliderade vagn 301 med en buss vid Hjalmar Brantingsplatsen. Vid kollisionen lyftes vagnkorgen från främre boggin och förflyttades en bra bit åt vänster, vilket medförde att bärgningen blev komplicerad. Boggin fick köras till vagnhall på flaket till en bärgningsbil, medan en annan bärningsbil lyfte upp A-delen på 301 och drog in den till Vagnhallen Rantorget. Vagnen fick stora materiella skador i fronten men går åter i trafik igen.

- Den 8 oktober 2012 körde vagn 328 in i vagn 316 vid Botaniska trädgården. 3 personer skadades lindrigt, bland andra båda förarna. Skadorna på båda vagnarna blev förhållandevis små och dessa återställdes ganska snabbt.

- Den 1 mars 2013 spårade vagn 322 ur och därefter kolliderade den med M29 815 vid Grönsakstorget. Inga större skador uppstod. Vagn 815 blev till och med godkänd för trafik efter inspektion och behövde inte ens tas in för lagning.

- Den 14 oktober 2013 inträffade en kraftfull urspårning med vagn 329 vid Centralstationen efter att underdelen på C-delen tagit i ett lock på en växel det arbetades i. Skador som uppkom gjorde att vagnen skickades till Tjeckien 24 oktober.

- Den 6 december 2013 inträffade en kollision mellan vagnarna 303 och 318 vid Slussplatsen, vilken ligger mellan Brunnsparken och Centralstationen. Båda vagnarna spårade ur, och av dessa skadades 318 svårt medan 303 klarade sig undan med lackskador och en plåtskada på vänster sida fram. 303 kom i trafik relativt fort efter olyckan, medan 318 blev reparerad hos Tågskadecenter i Västerås. Vagnen hade värre skador än man först befarat, detta och platsbrist i verkstäderna gjorde att det drog ut på reparationstiden. Vagn 318 kom tillbaka till Göteborg i maj 2015 och går i trafik sedan juni 2015.

- Den 31 juli 2015 kolliderade vagn 312 och 378 vid Drottningtorget. Inga större skador uppstod, men däremot spårade vagn 378 ur efter olyckan.

- Den 4 juni 2016 blev en man påkörd och dödad av vagn 362 vid Ullevi Södra efter att ha blivit fastklämd under den, i samband med Håkan Hellströms konsert på Ullevi. Utredningen visade att mannen gått rakt ut utan att se sig för.

- Den 9 januari 2017 spårade vagn 321 ur och åkte rätt in i sidan på mötande vagn 319 mellan Marklandsgatan och Axel Dahlströms Torg. Båda vagnarna skadades svårt. Vagn 321 fick plåtskador i fronten men har reparerats och går åter i trafik igen sedan slutet av februari 2017. Låggolvsdelen på vagn 319 fick omfattande skador men den är nu reparerad och rullar åter i trafiken sedan augusti 2018.

- Den 2 mars 2017 spårade vagn 326 ur och körde sedan in i vagn 419 som i sin tur spårade ur vid hållplats Nordstan. Två personer skadades lindrigt och fördes med ambulans till sjukhus. Vagn 326 är reparerad och går åter i trafik sedan maj 2017.

- Den 13 januari 2018 spårade vagn 314 på linje 3 ur vid Kungsladugård i Majorna och vagnen fick lyftas tillbaka till spåret av bärgare. Vagnen var åter i trafik ett par dagar senare.

- Den 19 januari 2018 kolliderade vagn 352 på linje 4 med en personbil i Mölndal strax före Mölndals Innerstad. Inga allvarliga personskador uppstod, och vagn 352 var åter i trafik dagen efter.

- Den 7 februari 2018 blev vagn 349 påkörd bakifrån av M29 vagn 829+801 vid hållplats Musikvägen i Frölunda. Nio personer skadades varav en allvarligt och arbetet efter olyckan tog drygt fyra timmar. Vagn 349 fick stora skador i aktern. Vagn 349 är reparerad och går åter i trafik sedan juni 2018.

- Den 24 maj 2018 krockade vagn 303 med M28 vagn 741 efter att ha kört in i den bakifrån vid Frihamnen på Göta Älvbron i riktning mot Hisingen. Sju personer skadades varav fyra personer fick föras med ambulans till sjukhus och en fick behandlas med endast lindrigare skador. Vagn 303 är reparerad och går åter i trafik sedan juli 2018.

- Den 26 februari 2024 blev vagn 353 påkörd bakifrån av M33 515 på Angeredsbanan. Det blev omfattande skador i aktern på 353 och efter en bedömning så visade det sig att vagnen inte skulle kunna repareras, eftersom skadorna var så svåra att en återuppbyggnad av aktern inte var möjlig. Därför slopades vagnen i juni 2024, plockades på alla användbara reservdelar och skrotades i december samma år.[3]

- Natten till den 20 juni 2025 spårade vagn 379 ur i hög fart vid korsningen Vasagatan/Kungsportsavenyen och for rakt in i en kebaberia. 8 personer skadades varav två allvarligt. Fronten fick omfattande skador.[4]